# Strictly Physical (singel)
„Strictly Physical” – piosenka pop stworzona przez Christian Ballard, Tim Hawes, Pete Kirtley, Obie Mhondera i Andrew Murray na drugi, studyjny album niemieckiego girlsbandu Monrose, „Strictly Physical” (2007). Utwór został wyprodukowany przez Jianta oraz Snowflakersa i wydany jako drugi singel z krążka dnia 14 września 2007 roku.

## Teledysk
Teledysk do singla nagrywany był w dniach 27 - 29 sierpnia 2007, w Niemczech. Klip miał oficjalną premierę dnia 12 września 2007 na oficjalnej stronie internetowej zespołu.

## Formaty i lista utworów singla
CD singel
1. „Strictly Physical” (Radio Edit) - 3:41
2. „Strictly Physical” (Beathoavenz Cut) - 3:31
3. „Strictly Physical” (Skfarshot Remix) - 3:19
4. „Strictly Physical” (Instrumental) - 3:41

## Pozycje na listach
| Lista przebojów (2007)   | Najwyższa pozycja |
| ------------------------ | ----------------- |
| Austria Singles Chart    | 16                |
| Niemcy Singles Chart     | 6                 |
| Szwajcaria Singles Chart | 29                |